# 左營海軍眷村
左營海軍眷村，為台灣單一軍種（海軍）最大的眷村集中區域，有列管的眷村共有23個，皆位於高雄市左營區，其自日治後期至戰後陸續興建擴大。其中的明德新村、建業新村、合群新村於2010年登錄為高雄市文化景觀。

## 沿革
在臺灣日治時期為了因應南進政策，在高雄計畫了一系列的軍事擴充，於1937年將茄萣至枋山一帶劃為高雄要塞地區、在壽山設立高雄要塞司令部、修建左營軍港和擴建高雄港（戰前未實現）。左營軍港原為萬丹港，自1937開始計畫將港口擴建，以及設立司令部（高雄警備府）、住宅、工廠（第六海軍燃料廠）、病院等附屬設施。
左營海軍基地在戰後國民政府海軍總司令部接收。由於1946年到1951年之間，有大量軍眷從中國大陸撤來臺灣，高雄左營、前鎮一帶便湧入15萬3576人左右，導致眷舍數量不夠，於是日後在周遭陸需增設其他眷舍。二次大戰後，左營區曾劃分為44個里，其中22個里為眷村，大多分布在左營舊城內外。左營的眷村又大致可依分布區分為三大區域，分別為北左營區、南左營區和半屏山麓區。1980年的眷村改建計劃實施後，舊眷村逐漸拆除改建為國宅大樓，而保存情況較佳的明德新村、建業新村、合群新村與南側部分附屬設施，於2010年登錄為高雄市文化景觀。

## 眷村列表

### 日治時期興建
| 名稱     | 備註           |
| -------- | -------------- |
| 明德新村 | 將官眷屬居住   |
| 建業新村 | 將、校眷屬居住 |
| 崇實新村 |                |
| 合群新村 | 軍官眷屬居住   |
| 勵志新村 |                |

### 戰後初期興建
| 名稱       | 興建年代 | 興建單位        | 備註                                                 |
| ---------- | -------- | --------------- | ---------------------------------------------------- |
| 自勉新村   | 日治時期 |                 |                                                      |
| 自勉新村   | 1949年   | 海軍一廠        |                                                      |
| 自勉新村   | 1958年   | 海軍總部        |                                                      |
| 半屏山新村 | 1947年   | 高雄要塞        |                                                      |
| 自立新村   | 1949年   | 海軍總部        | 東邊是合群、建業新村，西北是海軍營區，南邊是明德新村 |
| 自治新村   | 1949年   | 海軍總部        |                                                      |
| 勝利新村   | 1950年   | 海軍總部 婦聯會 | 1996年10月居民遷入翠峰國宅                           |
| 東自助新村 | 1950年   | 海軍總部        |                                                      |
| 西自助新村 | 1950年   | 海軍總部        |                                                      |
| 復興新村   | 1953年   | 海軍總部        |                                                      |
| 創造新村   | 1953年   | 海軍一廠        | 2000年2月遷入翠華一期國宅                            |
| 果貿三村   | 1960年   | 婦聯會          |                                                      |
| 四知十四村 | 1960年   | 財務署          | 1996年10月居民遷入翠峰國宅                           |
| 海光二村   | 1965年   | 婦聯會          | 2000年2月遷入翠華一期國宅                            |
| 海光三村   | 1965年   | 婦聯會          |                                                      |

### 1970年代後興建
| 名稱     | 興建年代 | 興建單位 | 備註 |
| -------- | -------- | -------- | ---- |
| 華夏新村 | 1972年   | 海軍總部 |      |
| 屏山新村 | 1974年   | 一軍區   |      |
| 慈暉三村 | 1977年   | 婦聯會   |      |
| 慈暉六村 | 1981年   | 婦聯會   |      |
| 慈暉九村 |          |          |      |

### 非列管眷村
1. 東萊新村
2. 富台新村
3. 祥和山莊
4. 美軍顧問團眷舍[2]

### 岡山空軍眷村
- 原岡山日本海軍航空隊宿舍群（樂群村）
- 原岡山日本海軍航空隊宿舍群（醒村）

### 鳳山陸軍眷村
- 黃埔新村

## 外部連結
- 左營軍區故事館